# John Loder (acteur)
Pour les articles homonymes, voir John Loder.

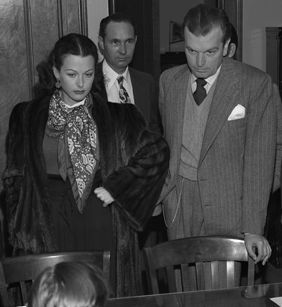
Hedy Lamarr et John Loder au tribunal en 1946

John Loder, de son vrai nom John Muir Lowe, est un acteur britannique né à Londres le 3 janvier 1898 et mort le 26 décembre 1988 à Selbourne.

## Biographie

### Vie privée
Il fut marié à l'actrice française Micheline Cheirel de 1936 à 1941 puis à l'actrice américaine Hedy Lamarr du 27 mai 1943 au 17 juillet 1947.

## Filmographie partielle
- 1926 : Madame ne veut pas d'enfants d'Alexander Korda (non créditée)
- 1929 : Eaux troubles (Black Waters), de Marshall Neilan
- 1929 : Le Calvaire de Lena X (The Case of Lena Smith) de Josef von Sternberg
- 1929 : Le Spectre vert (The Unholy Night) de Lionel Barrymore
- 1929 : The Racketeer, d'Howard Higgin
- 1929 : Riche People d'Edward H. Griffith
- 1930 : Lilies of the Field d'Alexander Korda
- 1930 : The Second Floor Mystery de Roy Del Ruth
- 1931 : Le Corsaire de l'Atlantique (Seas Beneath) de John Ford
- 1932 : Maryrose et Rosemary (Wedding Rehearsal) d'Alexander Korda
- 1933 : Le Cercle de la mort (Money for Speed) de Bernard Vorhaus
- 1933 : La Vie privée d'Henry VIII (The Private Life of Henry VIII.) d'Alexander Korda
- 1934 : La Bataille de Nicolas Farkas
- 1934 : Les Maudits du château-fort (Lorna Doone) de Basil Dean
- 1934 : Java Head de J. Walter Ruben
- 1935 : Mannequin de Paris (It Happened in Paris) de Carol Reed et Robert Wyler
- 1935 : Le Drame du terminus (The Silent Passenger) de Reginald Denham
- 1936 : Whom the Gods Love : The Original Story of Mozart and his Wife de Basil Dean
- 1936 : Cerveaux de rechange (The Man Who Changed His Mind) de Robert Stevenson
- 1936 : Agent secret (Sabotage) d'Alfred Hitchcock
- 1937 : Les mines du Roi Salomon (King Solomon's Mines) de Robert Stevenson
- 1937 : Doctor Syn de Roy William Neill
- 1937 : Mademoiselle Docteur (Under Secret Orders) d'Edmond T. Gréville
- 1938 : Paix sur le Rhin de Jean Choux
- 1938 : Katia de Maurice Tourneur
- 1939 : The Silent Battle de Herbert Mason
- 1939 : Menaces d'Edmond T. Gréville
- 1940 : Adieu Broadway (Tin Pan Alley) de Walter Lang
- 1940 : Meet Maxwell Archer de John Paddy Carstairs
- 1940 : La Femme aux brillants (Adventure in Diamonds) de George Fitzmaurice
- 1941 : Scotland Yard (en) de Norman Foster
- 1941 : Qu'elle était verte ma vallée (How Green Was My Valley) de John Ford
- 1942 : Une femme cherche son destin (Now Voyager) d'Irving Rapper
- 1943 : L'Impossible Amour (Old Acquaintance) de Vincent Sherman
- 1944 : Passage pour Marseille (Passage to Marseille) de Michael Curtiz
- 1944 : Le Singe velu (The Hairy Ape) de Alfred Santell
- 1945 : Un jeu de mort (A Game of Death) de Robert Wise
- 1945 : Jealousy de Gustav Machatý
- 1946 : One More Tomorrow de Peter Godfrey
- 1946 : Les Compagnons de Jéhu (The Fighting Guardsman) de Henry Levin
- 1946 : La Femme de Monte-Cristo (The Wife of Monte Cristo) d'Edgar Georg Ulmer
- 1947 : La Femme déshonorée (Dishonored Lady) de Robert Stevenson
- 1957 : Le Scandale Costello (The Story of Esther Costello) de David Miller
- 1958 : Inspecteur de service (Gideon's Day) de John Ford
- 1971 : The Firechasers de Sidney Hayers